# Lepidogyna hodgsoniae
Lepidogyna hodgsoniae là một loài rêu tản trong họ Lepidolaenaceae. Loài này được (Grolle) R.M. Schust. miêu tả khoa học lần đầu tiên năm 1980.